# Esparron, Hautes-Alpes
Esparron är en kommun i departementet Hautes-Alpes i regionen Provence-Alpes-Côte d'Azur i sydöstra Frankrike. Kommunen ligger  i kantonen Barcillonnette som ligger i arrondissementet Gap. År 2022 hade Esparron 56 invånare.

## Befolkningsutveckling
Antalet invånare i kommunen Esparron
Referens:INSEE